# These Final Hours
Aceste ore finale (titlu original: These Final Hours) este un film australian SF thriller apocaliptic din 2013 scris și regizat de Zak Hilditch. Rolurile principale au fost interpretate de actorii Nathan Phillips, Angourie Rice, Jessica De Gouw, Daniel Henshall și Kathryn Beck.
A fost selectat pentru a fi proiectat în cadrul secțiunii Quinzaine des Réalisateurs din cadrul Festivalului de Film de la Cannes din 2014.

## Prezentare
Filmul are loc în Perth și începe la zece minute după ce un asteroid s-a ciocnit cu pământul în Atlanticul de Nord, lăsând aproximativ douăsprezece ore până când furtuna de foc globală care a urmat va ajunge în Australia de Vest. James și iubita lui, Zoe, fac sex pentru ultima oară la casa ei de pe plajă, unde îi dezvăluie că este însărcinată cu copilul lui James. În dorința de a bloca toate sentimentele și de a evita ceea ce vine, James o lasă pe Zoe și pleacă pentru  "petrecerea care să pună capăt tuturor petrecerilor".
El întâlnește doi bărbați care au răpit o fată și intenționează să o violeze. James îi ucide și o salvează pe fată. Fata, pe nume Rose, îi explică că a fost separată de tatăl ei din Malaga pe drumul spre casa mătușii din Roleystone. Fără benzină suficientă și dorind să ajungă la petrecere, James intenționează să o lase cu sora și copiii săi. Dar, la sosire, își găsește sora și soțul ei mort în duș și trei cruci care marchează ceea ce pare a fi mormintele nepoților, în ceea ce pare o sinucidere aparentă.

## Distribuție
- Nathan Phillips - James
- Angourie Rice - Rose
- Jessica De Gouw - Zoe
- Daniel Henshall -  Freddy
- Kathryn Beck - Vicki
- David Field - Om la Radio
- Sarah Snook - mama lui Mandy
- Lynette Curran - mama lui James

## Producție
Cheltuielile de producție s-au ridicat la 2,5 milioane $.

## Primire
În Australia a avut încasări de 360.234 $.
Pe Rotten Tomatoes  81% dintre critici sunt recenzii pozitive; iar scorul mediu este de 7,2 din 10. Criticii au concluzionat că: "Zak Hilditch cu  un scenariu  provocator - și o interpretare stelară a actriței Angourie Rice - fac din These Final Hours un film bun, chiar dacă "sfârșitul lumii" este prea familiar." Metacritic a evaluat filmul cu un scor de 57 din 100, pe baza a 6 recenzii.

## Refacere
EuropaCorp plănuiește un remake american, în care Hilditch să revnă ca regizor, scenarist și producător.